# Dendrelaphis bifrenalis
Dendrelaphis bifrenalis – gatunek nadrzewnego południowoazjatyckiego węża z rodziny połozowatych (Colubridae).

## Systematyka
Zwierzęta te zalicza się do rodziny połozowatych, do której zaliczano je od dawna. Starsze źródła również umieszczają Dendrelaphis w tej samej rodzinie Colubridae, używając jednak dawniejszej polskojęzycznej nazwy: wężowate albo węże właściwe. Poza tym Colubridae zaliczają do infrarzędu Caenophidia, czyli węży wyższych. W obrębie rodziny rodzaj Dendrelaphis należy natomiast do podrodziny Ahaetuliinae.

## Rozmieszczenie geograficzne
Dendrelaphis bifrenalis spotykany jest w południowych Indiach, gdzie należy do rzadkości, i w Sri Lance, gdzie zdaje się występować pospoliciej. Przez pewien czas uznawano go za endemit Sri Lanki, gdyż starsze stwierdzenia z Indii uznano za błędne, jednakże Aengals i inni (2022) potwierdzili występowanie gatunku w Indiach.
Bytuje na terenach położonych nie wyżej niż 910 m nad poziomem morza.

## Ekologia
Jak inni przedstawiciele swego rodzaju, wiedzie nadrzewny tryb życia na drzewach, krzewach i w buszu.

## Zagrożenia i ochrona
Problemem dla tego gatunku jest utrata środowiska naturalnego związana z rolnictwem i wyrębem lasów.